# Tour of Mersin
Il Tour of Mersin è una corsa a tappe maschile di ciclismo su strada che si svolge nella provincia di Mersin, in Turchia, ogni anno nel mese di aprile. Nata nel 2015, fa parte del calendario UCI Europe Tour come evento di classe 2.2.

## Albo d'oro
Aggiornato all'edizione 2025.
| Anno    | Vincitore          | Secondo            | Terzo               |
| ------- | ------------------ | ------------------ | ------------------- |
| 2015    | Oleksandr Polivoda | Vitalij Buc        | Mykhaylo Kononenko  |
| 2016    | Nazim Bakırcı      | Ike Groen          | Stefan Hristov      |
| 2017    | Stanislaŭ Bažkoŭ   | Ėduard Vorganov    | Galym Akhmetov      |
| 2018    | Ėduard Vorganov    | Stanimir Cholakov  | Nicolás Tivani      |
| 2019    | Peter Koning       | Branislaŭ Samojlaŭ | Halil İbrahim Doğan |
| 2020-23 | non disputata      | non disputata      | non disputata       |
| 2024    | Marcin Budziński   | Oliver Mattheis    | Dawit Yemane        |
| 2025    | Stefan de Bod      | Lennert Teugels    | Mathias Bregnhøj    |